# La Stampa (Band)
La Stampa ist eine Pop-Band, deren Mitglieder in Berlin, Hamburg und Genf leben. Ihr Debüt-Album Pictures Never Stop (Staatsakt/RTD, Februar 2010) wurde von Thies Mynther produziert und im Hamburger Tonstudio Clouds Hill Recordings von Johann Scheerer aufgenommen. Stilistisch wurden sie in der Frankfurter Rundschau als Art-School-Pop eingeordnet und mit Franz Ferdinand verglichen, während die Berliner Zeitung „Anti-Diskurspop“ konstatierte. In der Plattenbesprechung der Musikzeitschrift Spex war von „Art-Pop“ die Rede. In der Frankfurter Allgemeinen Sonntagszeitung bezeichnete Peter Richter „La Stampa“ als „beste deutsche Popband 2010“.
Der Bandname bezieht sich auf das italienische Wort für „Druckverfahren“.

## Geschichte
Die Band wurde 2008 von Thomas Hug (Keyboards), Jörg Heiser (Gitarre/Gesang), Günter Reznicek (Synthesizer/Gesang), Jan Verwoert (Bass/Gesang) und Jons Vukorep (Schlagzeug/Gesang) gegründet. Nach einigen Konzerten in Berlin wurden sie 2009 vom Berliner
Label Staatsakt unter Vertrag genommen. Das Debütalbum „Pictures Never Stop“ erschien im Februar 2010, nachdem das Stück „You were imagining things“ bereits auf der CD der Musikzeitschrift Spex (Ausgabe #324, Januar/Februar 2010) erschienen war und beim Berliner Radiosender Motor FM in der Rotation lief.
Im Video zu dem Stück Fred, so einfach ist das nicht spielt die deutsch-österreichische Schauspielerin Eva Löbau mit. Das Video zu Jealousy wurde von dem österreichischen Künstler Marko Lulic konzipiert.
2011 entstand in Zusammenarbeit mit der Künstlerin Monica Bonvicini, die das Cover gestaltete, eine 12" Single, von der eine limitierte Auflage als Originaledition der Künstlerin erschien. 
Im gleichen Jahr entstand während eines Konzertaufenthalts in Istanbul der Dokumentarfilm "Last train to the future" von Angi Harrer-Vukorep.
Das mit dem Hamburger Musikproduzenten Tobias Levin aufgenommene zweite Album der Band erscheint Ende 2018 unter dem Titel "Bonjour Trieste" auf dem Londoner Label Vinyl Factory. 

## Diskografie
Alben
- Pictures Never Stop (2010; Staatsakt/RTD)
- Bonjour Trieste (2018; The Vinyl Factory)

Singles
- Dare To Be Loved 7" (2009; Cloudshill Record Ltd.)
- Un bel innocent / Une fille d´officier  12" (2011, Staatsakt)

## Videos
- 2010: You Were Imagining Things, Regie: Angi Harrer-Vukorep
- 2010: Jealousy, Regie: Marko Lulic
- 2010: Fred, So Einfach Ist Das Nicht, Regie:  Angi Harrer-Vukorep und Jons Vukorep